# وسترن یونیون (قایق دو دگلی)
وسترن یونیون (قایق دو دگلی) (به انگلیسی: Western Union (schooner)) یک کشتی است. این کشتی در سال ۱۹۳۹ ساخته شد.